# Anthaxia decorsei
Anthaxia decorsei es una especie de escarabajo del género Anthaxia, familia Buprestidae. Fue descrita científicamente por Descarpentries en 1967.